# Bruce Musakanya
Bruce Musakanya (Lusaka, 23 de febrero de 1994) es un futbolista zambiano que jugaba en la demarcación de centrocampista para el Red Arrows FC de la Primera División de Zambia.

## Selección nacional
Debutó como futbolista con la selección de fútbol de Zambia el 29 de noviembre de 2011 en un partido amistoso contra la India. Además, con la selección, llegó a jugar la Copa COSAFA 2013, la clasificación para el Campeonato Africano de Naciones de 2014 y la Copa Africana de Naciones 2015.

## Clubes
| Club          | País   | Año       | Partidos | Goles |
| ------------- | ------ | --------- | -------- | ----- |
| Red Arrows FC | Zambia | 2011-2013 |          | 6     |
| Nkana FC      | Zambia | 2013-2014 |          | 3     |
| Red Arrows FC | Zambia | 2014-     |          | 1     |

## Palmarés

### Campeonatos internacionales
| Título      | Club                          | País   | Año  |
| ----------- | ----------------------------- | ------ | ---- |
| Copa COSAFA | Selección de fútbol de Zambia | Zambia | 2013 |